# Malý Čepčín
Malý Čepčín (en húngaro: Kiscsepcsény) es un pueblo y municipio en el Distrito de Turčianske Teplice en la Región de Žilina del norte central de Eslovaquia.

## Historia
En los registros históricos, el pueblo fue mencionado en 1254. Los ciudadanos han sabido dar una bienvenida cálida a los huéspedes excepto sí el huésped es un hombre que trata de casarse con una mujer de la localidad.

## Geografía
El municipio se encuentra en una altitud de 465 metros y cubre un área de 3.091km². Tiene una población de 519 personas.

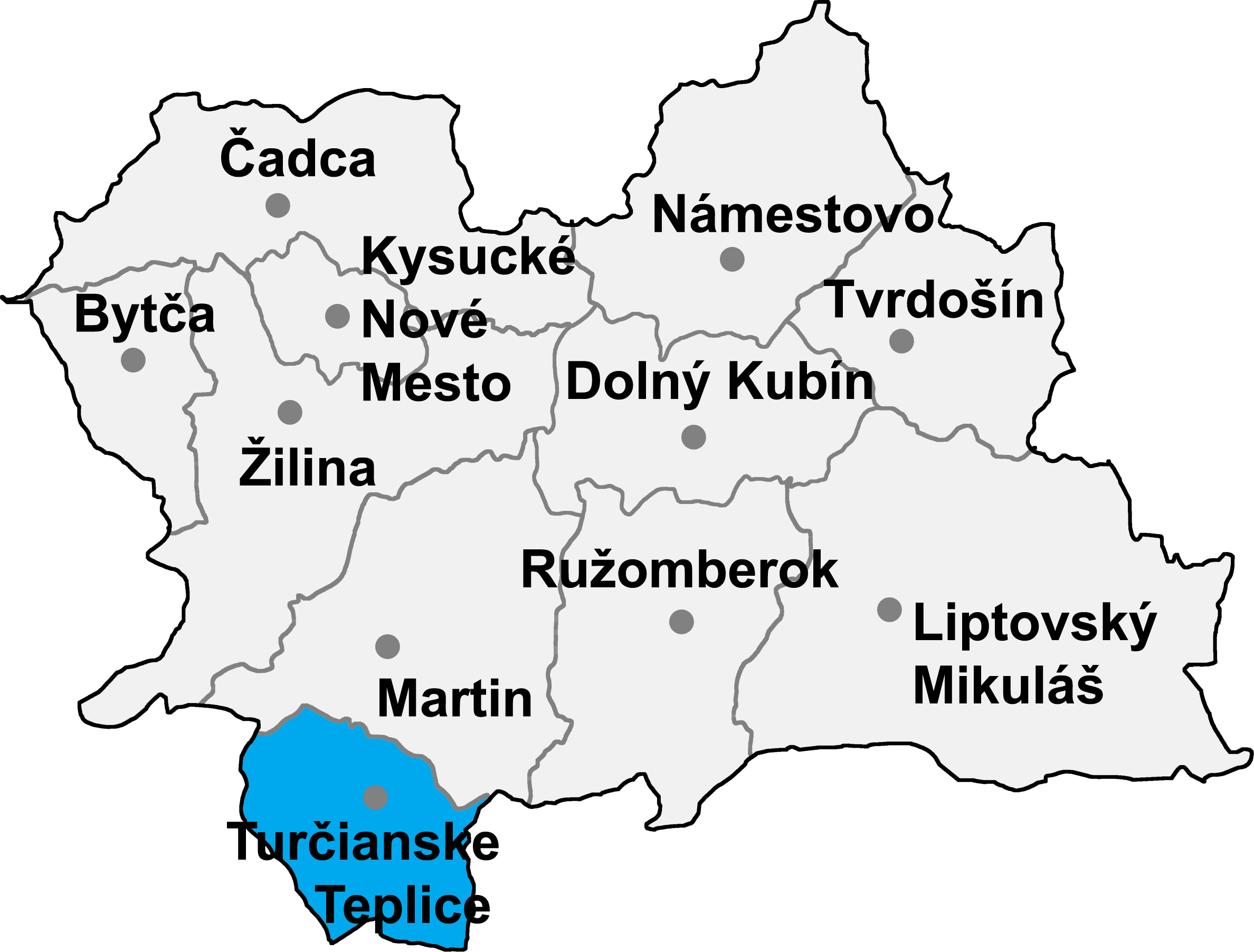

## Demografía
| Año        | 1994 | 2004    | 2014    | 2024    |
| ---------- | ---- | ------- | ------- | ------- |
| Población  | 527  | 519     | 535     | 545     |
| Diferencia |      | −1,51 % | +3,08 % | +1,86 % |

| Año        | 2023 | 2024    |
| ---------- | ---- | ------- |
| Población  | 543  | 545     |
| Diferencia |      | +0,36 % |